# Bernardo del Rosal Blasco
Bernardo del Rosal Blasco (Valladolid, 1956) és un jurista castellanolleonés. Fou Síndic de Greuges del País Valencià entre 2001 i 2006.
Bernardo del Rosal va iniciar la seva carrera professional com acadèmic universitari després de llicenciar-se en Dret per la Universitat Complutense de Madrid en l'any 1978 i doctorant-se en Dret en l'any 1986. En 1987 va obtenir la plaça de professor titular de Dret Penal en la mateixa universitat i en 1991 va obtenir la plaça de catedràtic de la mateixa matèria en la Universitat d'Alacant d'on va ser Degà de la Facultat de dret entre 1993 i 1995 i director de l'Institut de Criminologia des de l'any 1996 fins al 2000.
La seva carrera acadèmica s'ha simultanejat amb el càrrec de Magistrat Suplent en les Audiències Provincials de Madrid i Alacant entre 1987 i 1994.
En 1994 és nomenat Defensor del Client de les Caixes d'Estalvis Valencianes, càrrec en el qual va romandre fins a ser nomenat Síndic de Greuges en 2001.
El 4 d'abril de 2001 és nomenat per les Corts Valencianes Síndic de Greuges de la Comunitat Valenciana. Va ocupar aquest càrrec fins a la fi del seu mandat el 9 d'abril de 2006. Actualment, continua sent titular de la càtedra de Dret penal de la Universitat d'Alacant i és advocat en exercici de l'Il·lustre Col·legi Provincial d'Advocats d'Alacant.